# 博因宫
博因宫（通常被错误地译为“博因河曲”）是多个考古地点的集合，包括多处重要的史前坟墓，位于愛爾蘭共和國首都都柏林北博因河河畔。主要有三座坟墓：纽格莱奇墓（Newgrange）、诺斯墓（Knowth）、道斯墓（Dowth）。这是欧洲最重要的史前巨石文化遗址之一。这些宏伟的建筑有社会、经济、宗教和葬礼的用途。1993年被列入联合国教科文组织的世界遗产名录。

## 遺址的描述
人類在該地區的居住至少有6,000年，但主要的結構可以追溯到從新石器時代開始的5,000年前。
這個遺址是複雜的新石器時代土墩、墓室、立石、圓陣和其它的史前圈地，有些早在西元前35世紀至西元前32世紀。這些遺址早於埃及金字塔，以在紐格萊奇墓的通道墓穴最為明顯，是以複雜的科學和天文學知識建造的。這些遺址常被稱為"博因的彎道"（"Bend of the Boyne"），而這通常是對Brú na Bóinne（博因河的宮殿或大廈）不正確的翻譯造成的。相關的考古文化通常被稱為博因文化。
這些遺址占地780公頃（1,927英畝）包含約40個通道墓穴，以及其它的史前遺址和稍後的特徵，而且大多數的紀念碑集中在河的北側。紐格萊奇墓、唐思墓和諾斯墓是在博因宮中最著名的通道墓穴，所有這些都是著名的巨石藝術收藏。每個巨墓都聳立在河灣道內的山脊上，而其中的兩個墓，諾斯墓和紐格萊奇墓，似乎包含了從該遺址早期的紀念碑中重新使用的石頭。紐格萊奇墓是博因山谷通道墓穴的中央土墩，在圓形石冢中的十字形墓室的直徑超過100公尺；諾斯墓和唐思墓的大小相當。除了中石器時代獵人留下的火石工具的斑點外，沒有證據表明這些地點有更早的活動。
通道墓穴建於西元前3,300年，並大約於西元前2,900年代停止使用。這三座最大的墓室：紐格萊奇墓、諾斯墓和唐思墓，可能是為了讓博因河沿岸以及南北通道中都能看見，作為"將與先前完全不同的元素綑綁到擴展通道墓穴更明確定義史前時代"計畫的一部份。直到青銅時代的早期，這個地區用於居住和儀式的目地繼續被使用；在這期間一些浮雕、坑和木柱的欄圈（統稱為"圓陣"）被修建了。青銅時代後期的文物比較不明顯：一些環溝墓葬和燒焦的土堆。對於鐵器時代，只有零星活動的證據，像是諾斯墓和羅斯納雷墓的葬禮。在紐格萊奇墓附近發現了珍貴的羅馬時期物品，例如硬幣和珠寶。
在河堤內還發現了許多其它圈地和巨石地點，只以字母簡單的命名，例如M圍欄。除了這三座大型墓室外，其它幾個禮儀的遺址也一起構成了這個建築群。包括： 
- 克洛蓋萊亞圓陣（Cloghalea Henge）
- 市政廳通道墓穴（英语：passage grave）
- 蒙克紐墩圓陣和儀式池（英语：Monknewton）
- 紐格萊奇賽道（英语：Newgrange cursus）

### 天文布局
三個主要的巨大遺址中的每一個在考古天文上都有重要的意義。紐格萊奇墓和唐思墓（Dowth）對準冬至的太陽，而諾斯墓對著春分與秋分。此外，也對這些主要地點周邊地區進行調查，以瞭解其他可能的布局。對整個河谷綜合的布局害設計，也進行了天文意義的研究。